# Дом Бендерского
Дом Бендерского — бывший доходный дом на улице Большая Васильковская 32, построенный по проекту архитектора Владислава Городецкого.
Дом считался одним из самых ярких тогдашних домов Киева. Первоначальное убранство потеряно. Памятник архитектуры и градостроительства местного значения (охранный номер № 491-Кв).

## История
Первоначально дом входил в состав большой усадьбы площадью 4552 м², разделенный в последней трети XIX века на отдельные участки - 25, 27 и частично 23 и 29—31.
Владельцами усадьбы были чиновник С. Собачкин, директор училищ Киевской губернии. В 1832 году усадьбу приобрел прапорщик киевского арсенала П. Миронов. В 1850 владельцем стал провизор Ф. Функе. Он провел ремонтные работы и построил новый дом по проекту архитектора Николая Самонова. В 1871-1897 годах усадьба № 25 принадлежала семье Якубовских.
В 1897 году участок приобрел Лев Аврамович Бендерский, киевский купец 1-й гильдии, большой домовладелец, виноторговец и староста Купеческой синагоги. Все предыдущие деревянные сооружения буди разрушены. В сентября 1897 года владелец начал строительство новой каменного дома по проекту архитектора Владислава Городецкого. В 1897-1899 годах построен пятиэтажный дом.

## Использование домов
В начале ХХ столетия помещения усадьбы сдавались, основанному в 1900 году, Киевскому шахматному обществу. В 1919 часть помещений заняла редакция журнала «Украинский кооперация». В 1918—1919 годах редакторами журнала были Валентин Садовский и Михаил Туган-Барановский.
В советское время главный дом постепенно разрушался. Во время ремонта в 1930-х годов были утрачены элементы отделки фасада: башни, лепка и тому подобное. Претерпели значительные изменения первоначальная внутренняя планировка здания.
Дом значительно пострадал в результате «сентябрьского пожара», вызванный подрывом центра города советскими диверсантами в 1941 году. В 1948 его восстановили без первоначального убранства.

## Архитектура
Усадьба состоит из главного здания  (1897—1899) на красной линии и флигеля (1899—1901) во втором ряду застройки. Здания объединены крытым освещенным переходом.

### Главное здание
Пятиэтажный дом считался одним из украшений тогдашнего города. Он был пышно декорирован в стилях ренессанс и барокко.
Первый этаж был отведен под магазины. Его украшали большие витрины и вывески.
Фасад на уровне второго-пятого этажей украшенный тричетвертные колоннами коринфского ордера. На втором этаже был балкон-балюстрада, на третьем — балконы с бетонными ограждениями и лепниной.
Четвёртый и пятый этажи украшены лизенами и пилястрами.
Над пятым этажом проходит фриз с пышным растительным орнаментом, выше — карниз, а над ним — каменный парапет с тумбами, декоративными вазами и фигурными балясинами.
Дом украшали центральная и две фланговые башни криволинейного абриса, которые украшали люкарны и ажурные решетки .
По состоянию на 1915 год вдоль главного фасада размещались многокомнатные квартиры, а со стороны двора - служебные помещения. Подвал занимали дворницкая, прачечная, склад магазина экипажного оборудования и пекарня с квартирой. На первом этаже размещались винный и мясной магазины, бакалея, магазины экипажного оборудования и готовой одежды, а также столовая. Нежилой подвал оборудовали для котельной и склада угля.

### Флигель
Флигель построили в 1899-1901 годах. Между ним и главным домом - внутренний двор шириной восемь метров, над которым построен крытый переход. Дом - пятиэтажный с подвалом, кирпичный и крашеный. Оформленный в сдержанных рациональных формах кирпичного стиля.